# Star Wars (manga)
Star Wars – to mangowa adaptacja czterech filmów z uniwersum Gwiezdnych wojen. Obecnie nie istnieją adaptacje epizodu II (Ataku klonów) oraz epizodu III (Zemsty Sithów). W amerykańskim wydaniu tej mangi odwrócono kadry tak, by komiks był czytany od lewej do prawej strony.

## Tomy

### Nowa nadzieja
Artysta: Hisao Tamaki

Liczba tomów: 4

Tom 1: Spotkanie Luke’a z Obi-Wanem i droidami.

Tom 2: Spotkanie Hana Solo i podróż na Gwiazdę Śmierci.

Tom 3: Walka Obi-Wana z Darthem Vaderem.

Tom 4: Bitwa o Yavin.

### Imperium kontrakuje
Artysta: Toshiki Kudo

Liczba tomów: 4

Tom 1: Bitwa o Hoth.

Tom 2: Spotkanie Luke’a z Yodą.

Tom 3: Han, Leia, Chewbacca i C-3PO w Mieście w Chmurach

Tom 4: Zamrożenie Hana i walka Luke’a z Vaderem.

### Powrót Jedi
Artysta: Shin-Ichi Hiromoto

Liczba tomów: 4

Tom 1: Uprowadzenie bohaterów przez Jabbę.

Tom 2: Ucieczka z pałacu Jabby i drugie spotkanie Luke’a z Yodą.

Tom 3: Walka na planecie Ewoków.

Tom 4: Śmierć Vadera i Palpatine’a.

### Mroczne widmo
Artysta: Kia Asamiya

Liczba tomów: 2

Tom 1: Odnalezienie Anakina.

Tom 2: Śmierć Qui-Gona i walka z Darth Maulem.